# Influência de William Shakespeare

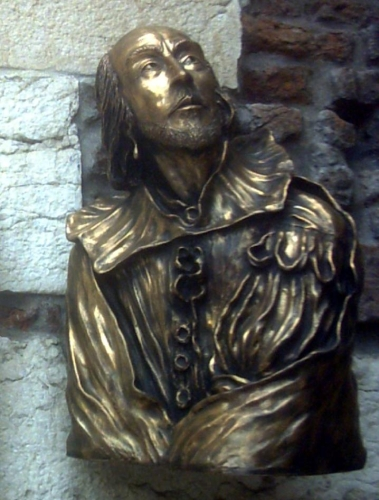
Estátua em bronze de Shakespeare, em Verona, Itália.

A influência de William Shakespeare estende-se do teatro à Literatura inglesa, sua própria língua. Amplamente considerado como o maior dramaturgo do idioma inglês, e do mundo pré-eminente dramático, Shakespeare transformou o teatro inglês e provavelmente as visões teatrais pelo planeta, alargando as expectativas e os limites sobre o que poderia ser conseguido através da caracterização, da história, da língua e dos gêneros. Os textos de Shakespeare também têm influenciado um número grande de romancistas e poetas ao longo dos anos, incluindo Herman Melville e Charles Dickens, embora essa só seja uma pequena citação.
Finalmente, Shakespeare é o autor mais citado na história da língua inglesa e muitos de seus orçamentos e neologismos já estão marcados no cotidiano, na língua inglesa e em outras também. Exemplo disto são as frases ''to be or not be'' (ser ou não ser) e também a ''há mais coisas entre o céu e a terra do que supõe vossa vã filosofia'', sem contar a cena da varanda de Romeu e Julieta.
Shakespeare é considerado um dos mais importantes dramaturgos e escritores de todos os tempos. Seus textos literários são verdadeiras obras de arte e permaneceram vivas até os dias de hoje, onde são retratadas frequentemente pelo teatro, televisão, cinema e literatura.

## Biografia resumida e obras
Nasceu em 23 de abril de 1564, na pequena cidade inglesa de Stratford-upon-Avon. Nesta região começa seus estudos e já demonstra grande interesse pela literatura e pela escrita. Com 18 anos de idade casou-se com Anne Hathaway e, com ela, teve três filhos. No ano de 1591 foi morar na cidade de Londres, em busca de oportunidades na área cultural. Começa escrever sua primeira peça, A Comédia dos Erros, no ano de 1590 e termina quatro anos depois. Nesta época escreveu aproximadamente 150 sonetos.
Embora seus sonetos sejam até hoje considerados os mais lindos de todos os tempos, foi na dramaturgia que ganhou destaque. No ano de 1594, entrou para a Companhia de Teatro The King's Men, que possuía um excelente teatro em Londres. Neste período, o contexto histórico favorecia o desenvolvimento cultural e artístico, pois a Inglaterra vivia os tempos de ouro sob o reinado da rainha Elizabeth I. O teatro deste período, conhecido como teatro elisabetano, foi de grande importância. Escreveu tragédias, dramas históricos e comédias que marcam até os dias de hoje o cenário teatral.
Os textos de Shakespeare fizeram e ainda fazem sucesso, pois tratam de temas próprios dos seres humanos, independente do tempo histórico. Amor, relacionamentos afetivos, sentimentos, questões sociais, temas políticos e outros assuntos, relacionados a condição humana, são constantes nas obras deste escritor.
No ano de 1610, retornou para Stratford, sua cidade natal, local onde escreveu sua última peça, A Tempestade, terminada somente em 1613. Em 23 de abril de 1616 faleceu o maior dramaturgo de todos os tempos, de causa ainda não identificada pelos historiadores.

## Principais obras:
- Comédias: O Mercador de Veneza, Sonho de uma noite de verão, A Comédia dos Erros, Os Dois Cavalheiros de Verona, Muito barulho por nada, Noite de reis, Medida por medida, Conto do Inverno, Cimbelino, Megera Domada e A Tempestade.
- Tragédias: Tito Andrônico, Romeu e Julieta, Júlio César, Macbeth, Antônio e Cleópatra, Coriolano, Tímon de Atenas, Rei Lear, Otelo e Hamlet.
- Dramas Históricos: Henrique IV, Ricardo III, Henrique V e Henrique VIII.